# Creencias modernas de la Tierra plana

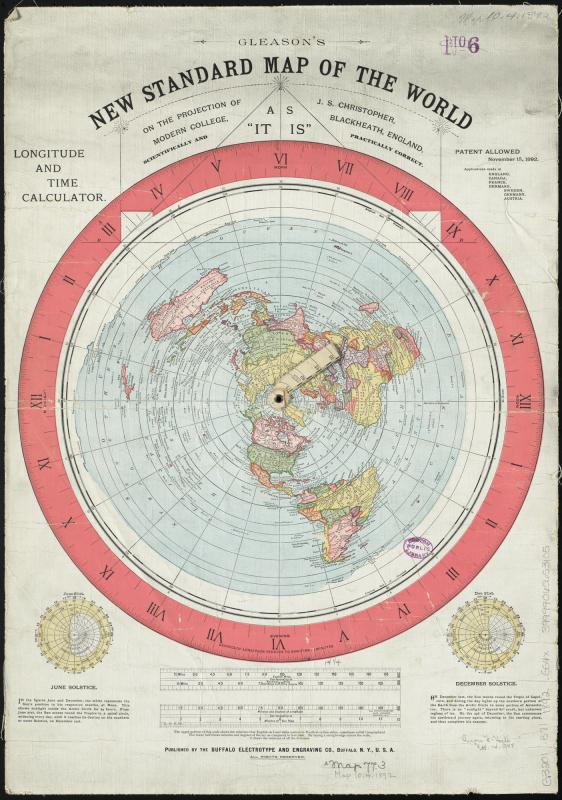
La proyección acimutal equidistante fue elegida como representación del modelo de la Tierra plana. En él se muestra a la Antártida como una pared de hielo rodeando una Tierra en forma de disco. Los terraplanistas a veces utilizan el "Nuevo mapa estándar del mundo" de Alexander Gleason (1892), el cual consiste en la proyección del globo terráqueo que endereza las líneas de los meridianos, "permitiendo que cada una conserve su valor original desde Greenwich, el ecuador hasta los dos polos”.'

Veintidós fotografías de la Tierra tomadas desde el espacio por el satélite DSCOVR. La visión científica contemporánea y observable de la Tierra como un globo esférico giratorio, que cuestionan los creyentes de la Tierra plana.

Las creencias modernas de la Tierra plana son promovidas por organizaciones e individuos que afirman que la Tierra es plana mientras niegan la esfericidad de la Tierra, en contra de más de dos milenios de consenso científico. Las creencias de terraplanistas son pseudociencia; las teorías y afirmaciones no se basan en conocimientos científicos. Los defensores de la Tierra plana son clasificados por expertos en filosofía y física como negacionistas de la ciencia.
Los grupos de Tierra plana de la era moderna datan de mediados del siglo XX; algunos adherentes son serios y otros no.[cita requerida] Por lo general, aquellos que son serios están motivados por la religión o teorías de conspiración. A través del uso de los medios sociales, las teorías de la Tierra plana han sido adoptadas y promovidas cada vez más por personas no afiliadas a grupos más grandes. Muchos creyentes hacen uso de las redes sociales para difundir sus puntos de vista.

## SigloXIXy principios delXX
Existe una creencia popular que se creía que la Tierra era plana hasta hace unos pocos cientos de años. La esfericidad de la Tierra ha sido ampliamente aceptada en el mundo occidental desde al menos el período helenístico (323 a. C. - 31 a. C.). No fue hasta el siglo XIX que el concepto de Tierra plana tuvo un resurgimiento.

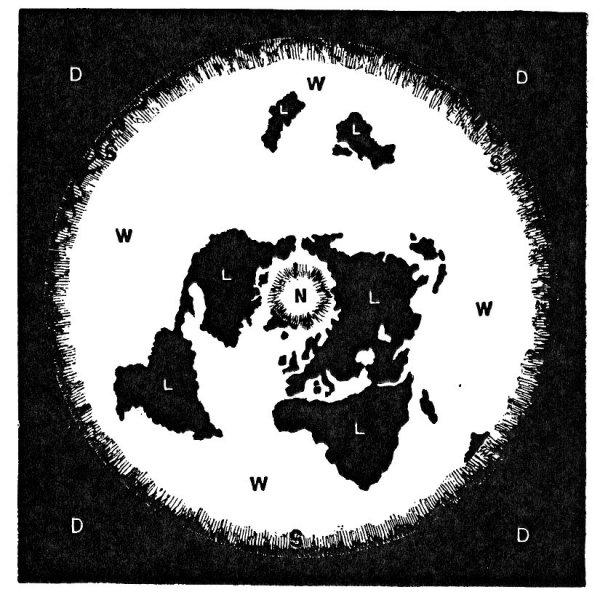
Mapa de la Tierra plana de Samuel Rowbotham.

La creencia moderna de la Tierra plana se originó con el escritor inglés Samuel Rowbotham (1816–1884). Basado en conclusiones derivadas de su 1838 Experimento de Nivel de Bedford, Rowbotham publicó el 1849 el panfleto titulado Zetetic Astronomy (Astronomía Zetética), escribiendo bajo el seudónimo de "Parallax". Más tarde amplió esto en el libro Earth Not a Globe (La Tierra no es un Globo), proponiendo que la Tierra es un disco plano centrado en el Polo Norte y limitado a lo largo de su borde sur por una pared de hielo, Antártida. Rowbotham sostuvo además que el Sol y la Luna estaban a 3000 millas (4828,0 km) sobre la Tierra y que el "cosmos" estaba a 3100 millas (4989,0 km) sobre la Tierra. También publicó un folleto titulado The Inconsistency of Modern Astronomy and its Opposition to the Scriptures (La Inconsistencia de la Astronomía Moderna y su Oposición a las Escrituras), que argumentó que la "Biblia, junto con nuestros sentidos, apoyaba la idea de que la tierra era plana e inamovible y que esta verdad esencial no debía dejarse de lado para un sistema basado únicamente en conjeturas humanas".
Rowbotham y seguidores como William Carpenter llamaron la atención por el uso exitoso de la pseudociencia en debates públicos con científicos destacados como Alfred Russel Wallace. Rowbotham creó una Zetetic Society en Inglaterra y Nueva York, enviando más de mil copias de Zetetic Astronomy. Wallace repitió el experimento de Bedford Level en 1870, corrigiendo la refracción atmosférica y demostrando que la Tierra es esférica.
En 1877, Hampden produjo un libro A New Manual of Biblical Cosmography (Un nuevo manual de cosmografía bíblica). Rowbotham también produjo estudios que pretendían demostrar que los efectos de los barcos que desaparecen bajo el horizonte podrían explicarse por las leyes de la perspectiva en relación con el ojo humano. En 1883, fundó en Inglaterra y Nueva York la Zetetic Societies, a las que envió mil copias de Zetetic Astronomy.
Después de la muerte de Rowbotham, Lady Elizabeth Blount estableció la Sociedad Zetética Universal en 1893, cuyo objetivo era "la propagación del conocimiento relacionado con la Cosmogonía Natural en confirmación de las Sagradas Escrituras, basado en la investigación científica práctica". La sociedad publicó una revista, The Earth Not a Globe Review, que se vendió por dos peniques y permaneció activa hasta bien entrado el siglo XX. Una revista de la Tierra plana, Earth: a Monthly Magazine of Sense and Science, se publicó entre 1901 y 1904, editada por Lady Blount. Sostuvo que la Biblia era la autoridad incuestionable sobre el mundo natural y argumentó que uno no podía ser cristiano y creer que la Tierra es un globo. Los miembros más conocidos incluyeron a E. W. Bullinger de la Sociedad Bíblica Trinitaria, Edward Haughton, moderador principal en ciencias naturales en Trinity College Dublin y arzobispo. Repitió los experimentos de Rowbotham, generando algunos contra-experimentos, pero el interés disminuyó después de la Primera Guerra Mundial. El movimiento dio lugar a varios libros que abogaban por una Tierra plana y estacionaria, incluido Terra Firma de David Wardlaw Scott.
Otros terraplanistas notables incluyen:
- William Carpenter, un impresor originario de Greenwich, era partidario de Rowbotham. Carpenter publicó Theoretical Astronomy Examined and Exposed – Proving the Earth not a Globe (Astronomía teórica examinada y expuesta - Demostrando que la Tierra no es un globo terráqueo) en ocho partes a partir de 1864 bajo el nombre de Common Sense (Sentido común).[23] Más tarde emigró a Baltimore, donde publicó Cien pruebas de que la Tierra no es un globo terráqueo en 1885.[24] Escribió: "Hay ríos que fluyen por cientos de millas hacia el nivel del mar sin caer más que unos pocos pies – en particular, el Nilo, que, en mil millas, cae solo un pie. Una extensión plana de esta extensión es bastante incompatible con la idea de la convexidad de la Tierra. Es, por tanto, una prueba razonable de que la Tierra no es un globo terráqueo", así como: "Si la Tierra fuera un globo terráqueo, un globo terráqueo en miniatura sería lo mejor – porque la verdad – cosa para que el navegante se haga a la mar con él. Pero tal cosa no se sabe: con un juguete como guía, ¡el marinero naufragaría con seguridad! Esta es una prueba de que la Tierra no es un globo".
- John Jasper, un esclavo estadounidense convertido en predicador prolífico y amigo de Carpenter, se hizo eco de los sentimientos de su amigo en su sermón más famoso "El sol se mueve", predicado más de 250 veces, siempre por invitación. En un relato escrito de su sermón, publicado en The Richmond Whig del 19 de marzo de 1878, Jasper dice que citaba con frecuencia el verso "Vi cuatro ángeles de pie en los cuatro ángulos de la tierra"[25] y seguía argumentando: "Entonces, estamos viviendo en una tierra de cuatro esquinas; entonces, mis amigos, ¿me dirán cómo, en el nombre de Dios, una tierra con cuatro esquinas puede ser redonda?" En el mismo artículo argumentaba: “si la tierra es como dicen otros, que sostienen una teoría diferente, poblada del otro lado, esas personas estarían obligadas a caminar por el suelo con los pies hacia arriba como moscas en el techo de una habitación”.[26]
- En 1887, en Brockport, Nueva York, M. C. Flanders argumentó el caso de una Tierra plana durante tres noches contra dos caballeros científicos que defendían la esfericidad. Cinco ciudadanos elegidos como jueces votaron unánimemente por una Tierra plana al final. El caso fue reportado en el Brockport Democrat.[27]
- Joseph W. Holden de Maine, ex juez de paz, dio numerosas conferencias en Nueva Inglaterra y disertó sobre la teoría de la Tierra plana en la Exposición Colombina de Chicago. Su fama se extendió hasta Carolina del Norte, donde el Statesville Semi-weekly Landmark registró su muerte en 1900: "Sostenemos la doctrina de que la Tierra es plana y lamentamos mucho saber que uno de nuestros miembros haya muerto".[21]
- En 1898, durante su circunnavegación del mundo en solitario, Joshua Slocum se encontró con un grupo de terraplanistas en Durban, Sudáfrica. Tres bóeres, uno de ellos clérigo, obsequiaron a Slocum con un panfleto en el que se proponían demostrar que el mundo era plano. Paul Kruger, presidente de la República de Transvaal, avanzó la misma opinión: "¡No te refieres a la vuelta al mundo, es imposible! Quieres decir en el mundo. ¡Imposible!".[28]
- De 1915 a 1942 Wilbur Glenn Voliva, quien en 1906 se hizo cargo de la Iglesia Católica Cristiana, una secta pentecostal que estableció una comunidad utópica en Zion, Illinois, predicó la doctrina de la Tierra plana. Usó una fotografía de 12 millas (19,3 km) tramo de la costa en el lago Winnebago, Wisconsin, tomado 3 pies (91,4 cm) por encima de la línea de flotación para probar su punto. Cuando el dirigible Italia desapareció en 1928 en una expedición al Polo norte, advirtió a la prensa mundial que había navegado por los confines del mundo. Ofreció un premio de $5000 por demostrar que la Tierra no es plana, bajo sus propias condiciones.[29] Se prohibió enseñar una Tierra globular en las escuelas de Zion y el mensaje se transmitió en su estación de radio WCBD.[21]
- Junto con quienes lo siguieron, Frank Cherry (fallecido en 1963), el fundador de la religión israelita hebrea negra, enseñó la existencia de una Tierra plana "rodeada por tres capas de cielo".[30]

## Sociedad Internacional de Investigación de la Tierra plana
En 1956, Samuel Shenton creó la Sociedad Internacional de Investigación de la Tierra plana como sucesora de la Sociedad Zetética Universal, y la dirigió como "secretario organizador" desde su casa en Dover, Inglaterra. Dado el interés de Shenton en la ciencia y la tecnología alternativas, el énfasis en los argumentos religiosos fue menor que en la sociedad predecesora. Esto fue justo antes de que la Unión Soviética lanzara el primer satélite artificial, el Sputnik 1; él respondió: "¿Navegar alrededor de la Isla de Wight demostraría que es esférica? Es lo mismo para esos satélites".[cita requerida]
Su objetivo principal era llegar a los niños antes de que se convencieran de una Tierra esférica. A pesar de mucha publicidad, la carrera espacial erosionó el apoyo de Shenton en Gran Bretaña hasta 1967, cuando comenzó a hacerse famoso debido al programa Apolo. Cuando las imágenes de satélite mostraron la Tierra como una esfera, Shenton comentó: "Es fácil ver cómo una fotografía como esa podría engañar al ojo inexperto". Preguntado más tarde sobre fotografías similares tomadas por astronautas, atribuyó la curvatura al uso de lentes gran angular y agregó: "Es un engaño al público y no está bien".
En 1969, Shenton persuadió a Ellis Hillman, un profesor del Politécnico del Este de Londres, para que se pase a ser el presidente de la Flat Earth Society; pero hay poca evidencia de alguna actividad de su parte hasta después de la muerte de Shenton, cuando agregó la mayor parte de la biblioteca de Shenton a los archivos de la Fundación de Ciencia Ficción que ayudó a fundar.

Los relatos históricos y la historia hablada nos dicen que la parte de la Tierra pudo haber sido cuadrada, todo en una masa en un momento, entonces como ahora, el norte magnético es el Centro. Grandes eventos cataclísmicos y temblores sin duda rompieron la tierra, la dividieron para ser nuestros actuales continentes o islas tal como existen hoy. Una cosa que sabemos con certeza sobre este mundo... el mundo habitado conocido es Flat, Level, a Plain World.
-Flyer written by Charles K. Johnson, 1984.

Shenton murió en 1971. Charles K. Johnson, corresponsal de California, heredó parte de la biblioteca de Shenton de la esposa de Shenton; incorporó y se convirtió en presidente de la Sociedad Internacional de Investigación de la Tierra plana de América y la Iglesia del Pueblo del Pacto en California. Durante las próximas tres décadas, bajo su liderazgo, Flat Earth Society creció hasta alcanzar los 3500 miembros.
Johnson pasó años examinando los estudios de las teorías de la Tierra plana y redonda y propuso evidencia de una conspiración contra la Tierra plana: "La idea de un globo giratorio es solo una conspiración de error en la que lucharon Moisés, Colón y FDR. . ." Su artículo fue publicado en la revista Science Digest en 1980. Continúa afirmando: "Si es una esfera, la superficie de una gran masa de agua debe ser curva. Los Johnson han revisado las superficies del lago Tahoe y el mar de Salton sin detectar ninguna curvatura".
Johnson emitió muchas publicaciones y manejó todas las solicitudes de membresía. La publicación más famosa fue Flat Earth News, un tabloide trimestral de cuatro páginas. Johnson pagó por estas publicaciones a través de cuotas anuales de miembros que cuestan entre US$ 6 y US$ 10 durante el transcurso de su liderazgo. Johnson citó la Biblia por sus creencias, y vio a los científicos como un engaño que reemplazaría la religión con la ciencia.
El modelo de planeta más reciente de la Flat Earth Society es que la humanidad vive en un disco, con el Polo norte en el centro y la circunferencia del disco contiene una pared de 150 pies (45,7 m) de hielo, Antártida, en el borde exterior. El mapa resultante se asemeja al símbolo de las Naciones Unidas, que Johnson usó como evidencia de su posición. En este modelo, el Sol y la Luna son cada uno de 32 millas (51,5 km) de diámetro.
La Flat Earth Society (Sociedad de la Tierra plana) llamó a miembros hablando en contra del gobierno de EE. UU. y todas sus agencias, particularmente la NASA. Gran parte de la literatura de la sociedad en sus primeros días se centró en interpretar la Biblia en el sentido de que la Tierra es plana, aunque intentaron ofrecer explicaciones y pruebas científicas.

### Crítica

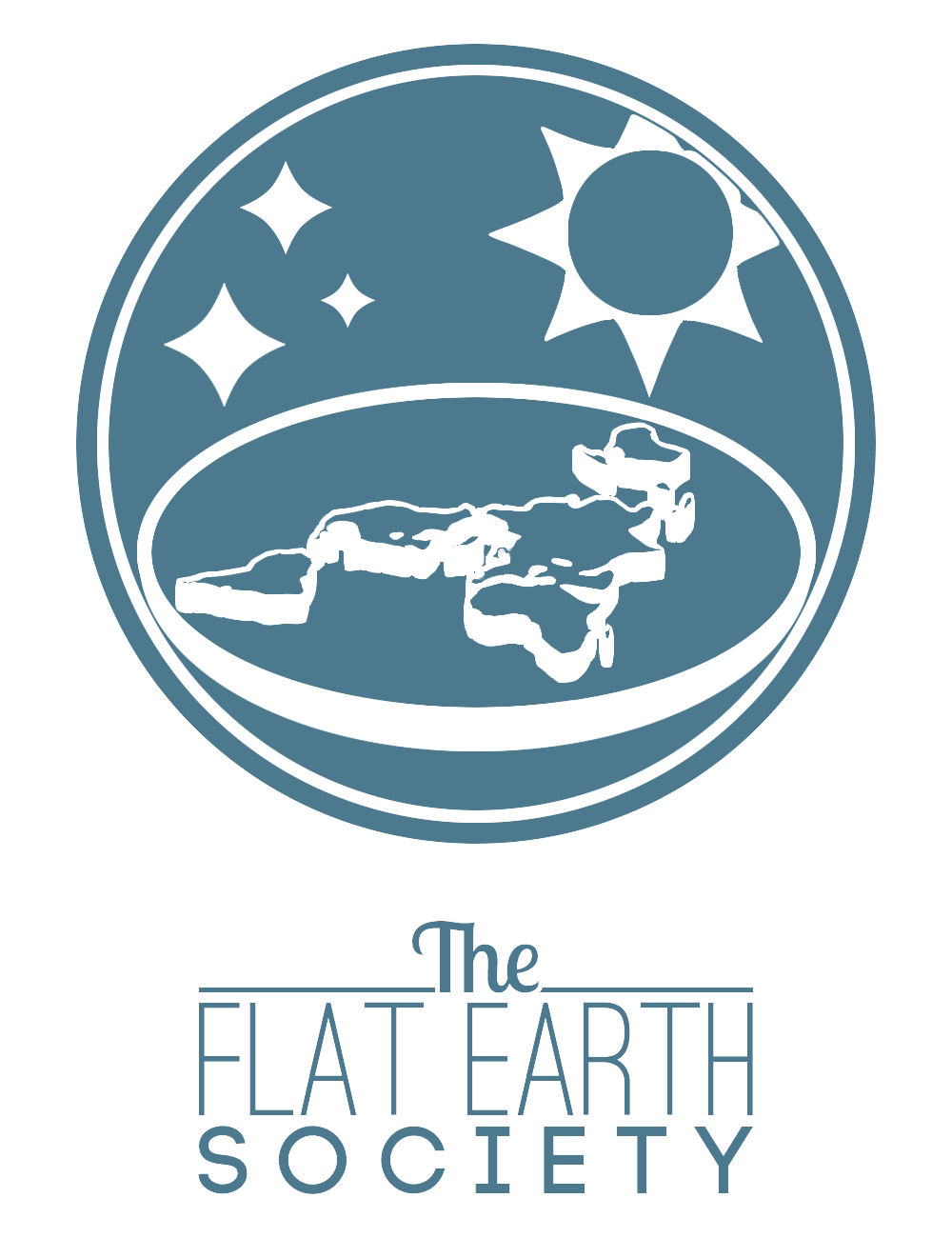
Logotipo de la Sociedad de la Tierra plana 2013

Eugenie Scott llamó al grupo un ejemplo de "teología bíblica-literalista extrema: la tierra es plana porque la Biblia dice que es plana, independientemente de lo que nos diga la ciencia".
Según algunos terraplanistas, Flat Earth Society es una organización controlada por el gobierno cuyo verdadero propósito es hacer afirmaciones ridículas sobre la Tierra plana y, por lo tanto, desacreditar el movimiento de la Tierra plana.

### Rechazo y relanzamiento
Según Charles K. Johnson, la membresía del grupo aumentó a 3500 bajo su liderazgo, pero comenzó a disminuir después de un incendio en su casa en 1997 que destruyó todos los registros y contactos de los miembros de la sociedad. La esposa de Johnson, quien ayudó a administrar la base de datos de miembros, murió poco después. El propio Johnson murió el 19 de marzo de 2001.
En 2004, Daniel Shenton (no relacionado con Samuel) resurgió la Sociedad de la Tierra plana, basándola en un foro de discusión basado en la web. Él cree que nadie ha proporcionado pruebas de que el mundo no es plano.
Esto finalmente condujo al relanzamiento oficial de la sociedad en octubre de 2009, y la creación de un nuevo sitio web, que presenta una colección pública de literatura sobre la Tierra plana y un wiki. Además, la sociedad comenzó a aceptar nuevos miembros por primera vez desde 2001, y el músico Thomas Dolby se convirtió en el primero en unirse a la sociedad recién reconvocada. A julio de 2017 más de 500 personas se han pasado a ser miembros.
En 2013, parte de esta sociedad se separó para formar un nuevo grupo basado en la web que también presentaba un foro y un wiki.

## Por país

### Canadá
La Flat Earth Society of Canada fue fundada el 8 de noviembre de 1970 por el filósofo Leo Ferrari, el escritor Raymond Fraser y el poeta Alden Nowlan; y estuvo activa hasta 1984. Sus archivos se encuentran en la Universidad de New Brunswick.
Llamándose a sí mismos "planoterrestrialistas", sus objetivos eran muy diferentes de otras sociedades de la Tierra plana. Afirmaron que un problema predominante de la nueva era tecnológica era la voluntad de las personas de aceptar teorías "con fe ciega y rechazar la evidencia de sus propios sentidos." La intención paródica de la Sociedad apareció en los escritos de Ferrari, ya que atribuyó todo, desde el género hasta la desigualdad racial en el globularista y el modelo de la tierra esférica.  Ferrari incluso afirmó que casi se cayó del "Borde" de la Tierra en Brimstone Head en Isla de Fogo.
Ferrari fue entrevistado como un "experto" en el falso documental de 1990 sobre la Tierra plana In Search of the Edge (En busca del borde) de Pancake Productions (una referencia a la expresión "tan plano como un panqueque"). En la guía de estudio que la acompaña, Ferrari se destaca como un "globularista", una palabra insignificante para alguien que cree que la Tierra es esférica. La verdadera intención de la película, que fue parcialmente financiada por el Consejo de las Artes de Ontario y la Junta Nacional de Cine de Canadá, era promover el pensamiento crítico y la alfabetización mediática de los niños en edad escolar "[intentando] demostrar de manera convincente, algo que todos sabían ser falso".

#### Relanzamiento
La artista multimedia Kay Burns recreó la Sociedad de la Tierra plana de Canadá como un proyecto de arte con su alter ego Iris Taylor como presidenta. Burns creó una instalación titulada Museo de la Tierra plana, que incluía algunos artefactos del grupo de 1970. Se exhibió en 2016 en Flat Earth Outpost Café en Shoal Bay, Newfoundland.

### Italia
En Italia no hay sociedades centralizadas en la Tierra plana. Sin embargo, desde la década de 2010, pequeños grupos de teóricos de la conspiración, que realizan reuniones, comenzaron a surgir y a difundir teorías de la Tierra plana. Entre ellos se encuentran Calogero Greco, Albino Galuppini y Agostino Favari, que organizaron en 2018-2019 varios encuentros en Palermo,Sicilia, con un precio de entrada de 20 €.
Entre sus afirmaciones, algunas incluyen:
- La NASA es similar a Disneylandia y los astronautas son actores.[64][65]
- La foto del agujero negro supermasivo de abril de 2019 en el núcleo de la galaxia elíptica supergigante Messier 87 es completamente falsa.[65]
- La prueba de que la Tierra es plana se encuentra en una botella llena donde, si se coloca horizontalmente, el agua nunca se curva.[64][65]

Además de estos, es su creencia común que Estados Unidos tiene un plan para crear en Europa una nueva América abierta a todos, donde el único valor es el consumismo y que George Soros comanda una conspiración globalista satánica. Rechazan la existencia pasada de los dinosaurios, la teoría darwiniana de la evolución y la autoridad de la comunidad científica, alegando que los científicos son masones.
El exlíder del partido político Movimiento Cinco Estrellas, Beppe Grillo, mostró interés en el grupo y admitió admirar su espíritu de libertad de expresión y querer participar en la conferencia de mayo de 2019.  Al final, sin embargo, Grillo no apareció.

## Resurgimiento era de Internet

### Explicaciones sociológicas de las creencias contrafácticas
En la Era de la información, la disponibilidad de la tecnología de las comunicaciones y las redes sociales como YouTube, Facebook y Twitter han facilitado que las personas, famosas o no, difundan desinformación. Uno de los temas que ha florecido en este medio es el de la Tierra plana. Estos sitios han facilitado que los teóricos de ideas afines se conecten entre sí y se refuercen mutuamente sus creencias. Las redes sociales han tenido un "efecto nivelador", en el sentido de que los expertos tienen menos influencia en la mente del público que antes.
Los investigadores Aleksandra Urman, Mykola Makhortykh, Roberto Ulloa y Juhi Kulshrestha descubrieron que entre marzo y mayo de 2021 los resultados de búsqueda en EE. UU. y Reino Unido relacionadas con la teoría de la conspiración "todos los motores de búsqueda, excepto Google, mostraron constantemente resultados que promueven la conspiración", lo que "destaca la posibilidad de que algunos motores de búsqueda prioricen sistemáticamente el contenido que promueve la conspiración y, por lo tanto, amplifiquen su distribución en los entornos en línea".
YouTube había enfrentado críticas por permitir la difusión de información errónea y teorías de conspiración a través de su plataforma. En 2019, YouTube declaró que estaba realizando cambios en su software para reducir la distribución de videos basados en teorías de conspiración, incluida la Tierra plana.
En 2018, se estrenó el documental Behind the Curve (Tan plana como un encefalograma), que sigue a los prominentes terraplanistas modernos Mark Sargent y Patricia Steere, así como a astrofísicos y psicólogos que intentan explicar la creciente moda. El Dr. Joe Pierre, profesor de psiquiatría en UCLA, culpó al efecto Dunning-Kruger, en el que las personas que saben muy poco se consideran expertos; malentendidos de simple observación; prácticas pseudocientíficas que no logran separar las conclusiones confiables de las no confiables; y una divergencia progresiva de la realidad que comienza con la creencia de que no se puede confiar en las fuentes de información convencionales y en el gobierno. John P. Boyd desribió a nivel general que la visión terraplanista sobre cualquier cosa "que requiera un curso universitario es pretenciosa, pomposa, dogmática o una religión secular y evidentemente incorrecta". Los expertos científicos en Behind the Curve señalaron el sesgo de confirmación como una forma de mantener una creencia contrafactual, seleccionando solo evidencia de apoyo y descartando cualquier evidencia de refutación como parte de la supuesta conspiración global.
El 3 de mayo de 2018, Steven Novella analizó la creencia moderna en una Tierra plana y concluyó que, a pesar de lo que la mayoría de la gente piensa sobre el tema, los creyentes son sinceros en su creencia de que la Tierra es plana y no "solo dicen que para darnos cuerda". Afirmó que:

Al final, ese es el mal funcionamiento central de los terraplanistas y el rechazo populista moderno de la experiencia en general. Es una visión terriblemente simplista del mundo que ignora (en parte por ignorancia y en parte por razonamiento motivado) a [sic] complejidades reales de nuestra civilización. En última instancia, es perezoso, infantil y autocomplaciente, lo que resulta en un profundo nivel de ignorancia que se ahoga en el razonamiento motivado.

El activista escéptico británico Michael Marshall asistió a la convención anual Flat Earth UK del Reino Unido del 27 al 29 de abril de 2018 y señaló el desacuerdo sobre varios puntos de vista de los creyentes en una Tierra plana. Para Marshall, uno de los momentos más reveladores en la convención fue la prueba de "Adicción a la Tierra plana" que se basó en una lista de verificación utilizada para determinar si alguien está en una secta, sin que los asistentes a la convención se dieran cuenta de la posibilidad de estar ellos mismos en una secta.

### Creencias

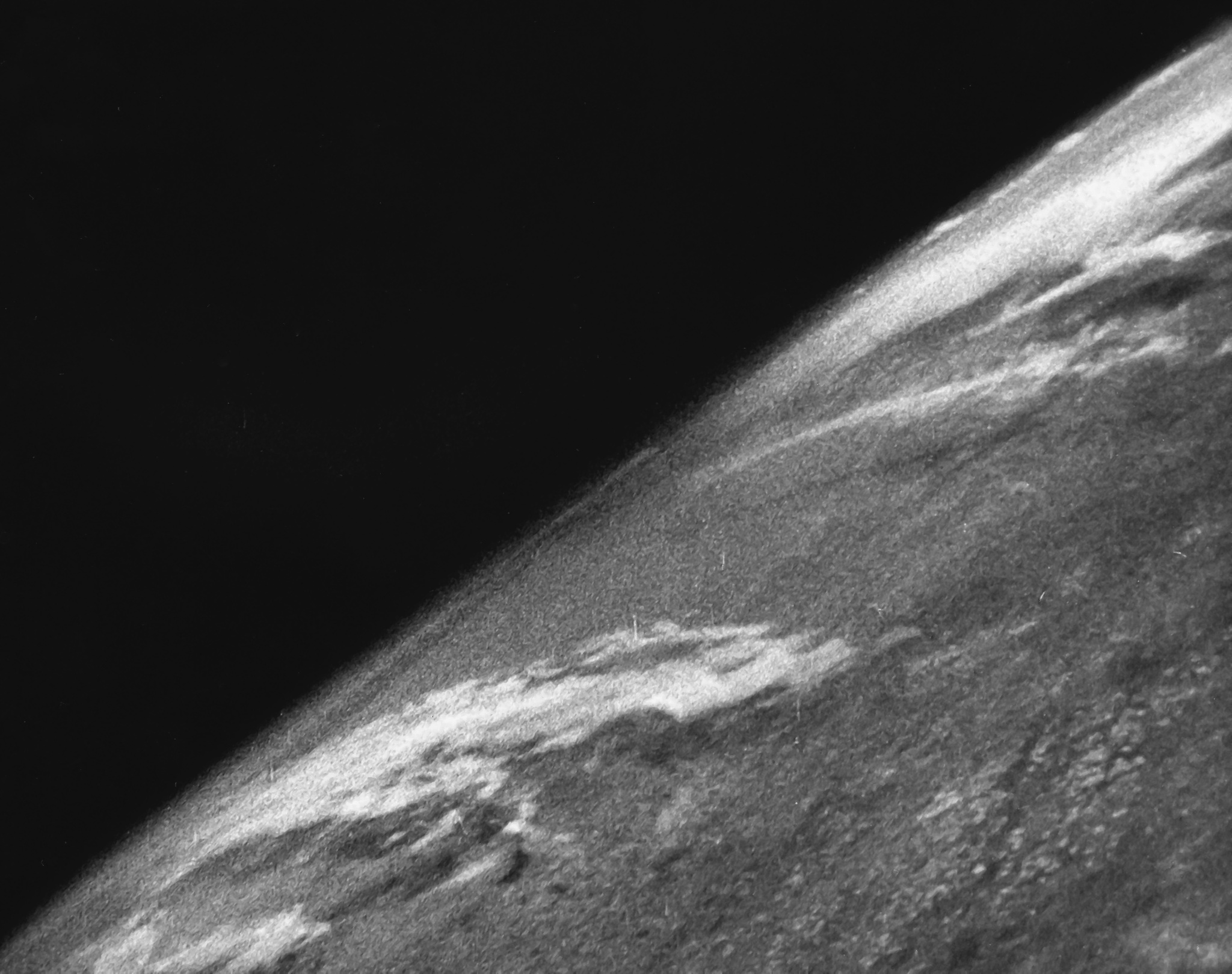
Primera foto de la Tierra tomada desde el espacio a una altitud de 105 km por el cohete V-2 el 24 de octubre de 1946. Se aprecia una ligera curvatura en el horizonte.

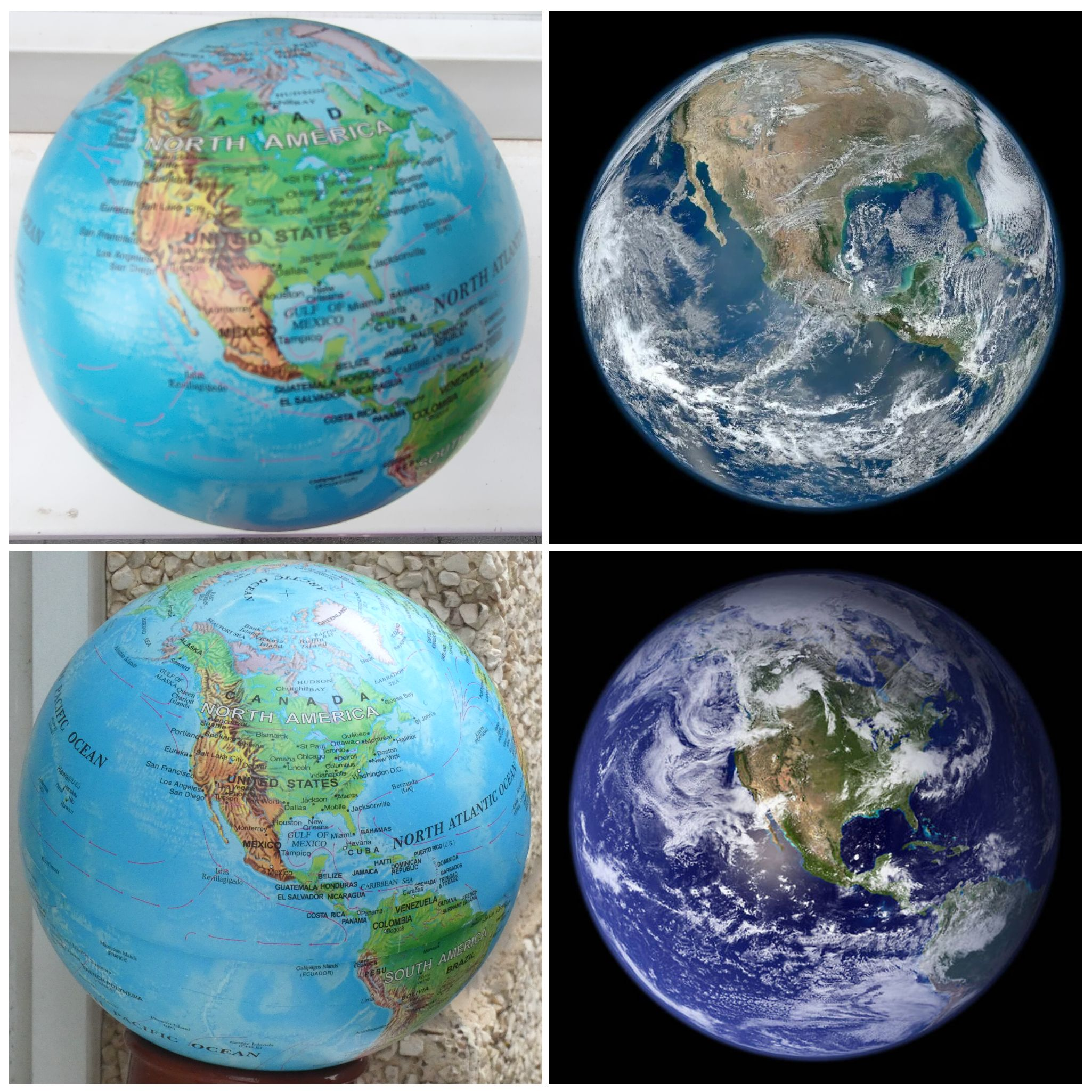
Los terraplanistas argumentan que NASA manipula sus imágenes satelitales de la Tierra basándose en que el color de los océanos y el tamaño de los continentes cambia de una imagen a otra. Esto en realidad se explica debido a los diferentes ángulos, distancias, cámaras y software de composición usados.

Según los oradores de la Convención de la Tierra plana del Reino Unido de 2018, los creyentes en una Tierra plana varían ampliamente en sus puntos de vista. Mientras que la mayoría está de acuerdo con una Tierra en forma de disco, algunos están convencidos de que la Tierra tiene forma de diamante. Además, aunque la mayoría de los creyentes no creen en el espacio exterior y ninguno cree que los humanos hayan viajado alguna vez allí, varían mucho en sus puntos de vista sobre el universo.
Los cineastas de Behind the Curve asistieron a otra conferencia sobre la Tierra plana en la que un número considerable de personas creía que la Tierra era un plano infinito, potencialmente con más continentes más allá de la supuesta pared circular de hielo de la Antártida. Algunos creyentes de la Tierra plana son tan conspiradores que sospechan que otros creyentes de la Tierra plana también son de alguna manera parte de la conspiración global y no son de fiar. En el documental, los asistentes a la conferencia fueron advertidos por Math Powerland, también conocido como Matt Boylan, quien publicó videos alegando que otros trabajaban para la CIA o Warner Brothers.
Los miembros de Flat Earth Society y otros terraplanistas afirman que la NASA y otras agencias gubernamentales conspiran para fabricar pruebas de que la Tierra es esférica. Según la versión más difundida de la actual teoría de la Tierra plana, la NASA está protegiendo la pared de hielo antártica que rodea la Tierra. Los terraplanistas argumentan que la NASA manipula y fabrica sus imágenes de satélite, basándose en observaciones de que el color de los océanos cambia de una imagen a otra y que los continentes parecen estar en diferentes lugares. La imagen perpetuada públicamente se mantiene a través de una práctica de "compartimentación" a gran escala, según la cual sólo un número selecto de individuos tiene conocimiento de la verdad.

### Argumentos
Una investigación de los argumentos que esgrimen los terraplanistas muestran tres facciones distintas, cada una de las cuales se suscribe a su propio conjunto de creencias.
Argumentos Bíblicos: La primera facción se suscribe a un conflicto basado en la fe en el que los ateos usan la ciencia para suprimir la fe cristiana. Su argumento es que los ateos usan la pseudociencia (la evolución, el Big Bang y la Tierra redonda) para hacer creer a la gente que Dios es una idea abstracta, no real. En cambio, sus argumentos usan las Sagradas Escrituras, palabra por palabra, para apoyar un argumento que permite que Dios realmente exista por encima de nosotros. Esta facción enmarca los argumentos de la Tierra plana como reveladores. Por ejemplo, algunos creyentes de la Tierra plana, como los autores Zen García y Edward Hendrie, citan la Biblia cristiana como evidencia. Algunos críticos de la idea de la Tierra plana, como el astrónomo Danny R. Faulkner, son jóvenes creacionistas de la Tierra e intentan explicar el lenguaje de la Tierra plana de la Biblia.
Argumentos de conspiración: La segunda facción cree en una conspiración general para la supresión del conocimiento. Sobre la base de la premisa de que el conocimiento es poder, la conspiración de la Tierra plana argumenta que un oscuro grupo de "élites" controla el conocimiento para permanecer en el poder. En su opinión, mentir sobre la naturaleza fundamental de la Tierra prepara a la población para creer en una serie de otras conspiraciones. Esta facción enmarca los argumentos de la Tierra plana como liberadores.
Generalmente, los terraplanistas modernos adoptan algún tipo de teoría de la conspiración por la necesidad de explicar la causa de que las principales instituciones, como los gobiernos, los medios de comunicación, las escuelas, los científicos y las aerolíneas, afirman que el mundo es una esfera. Tienden a no confiar en las observaciones que no han hecho ellos mismos y, frecuentemente, desconfían o no están de acuerdo entre sí. Patricia Steere admitió en Behind the Curve que no creería que un evento como el bombardeo del maratón de Boston fuera real a menos que le volaran la pierna. En el documental, los creyentes de la Tierra plana también profesaron creer en teorías de conspiración sobre vacunas, organismos modificados genéticamente, estelas químicas, el 11 de septiembre y personas transgénero; algunos dijeron que los dinosaurios y la evolución también eran falsos, y que el heliocentrismo es una forma de adoración al sol.
Argumentos empiricistas: La tercera facción cree que el conocimiento es personal y experiencial. Son escépticos del conocimiento que proviene de fuentes autorizadas, especialmente los "expertos" sancionados por el gobierno, especialmente el conocimiento de libros. A esta facción le gustaría averiguar por sí mismos si la Tierra realmente es redonda o plana. Debido a que desconfían del conocimiento de los libros y las pruebas matemáticas, esta facción cree que la Tierra es plana porque sus observaciones y experiencias vividas hacen que parezca que vivimos en una superficie plana. Esta facción enmarca los argumentos de la Tierra plana como experimentales.

### Actividades sociales y experimentales de escépticos y creyentes
Frecuentemente, las organizaciones escépticas de las creencias marginales han realizado pruebas para demostrar la curvatura local de la Tierra. A uno de estos, realizado por miembros del Grupo de Investigaciones Independientes, en el Mar de Salton el 10 de junio de 2018 también asistieron partidarios de una Tierra plana, y el National Geographic Explorer registró el encuentro entre los dos grupos. Este experimento demostró con éxito la curvatura de la Tierra a través de la desaparición a lo largo de la distancia de objetivos basados en barcos y en tierra.
El documental de 2018 Behind the Curve siguió a dos grupos de creyentes estadounidenses de la Tierra plana que intentaban reunir pruebas empíricas de primera mano para esa creencia. Un grupo del programa de YouTube GlobeBusters utilizó un giroscopio láser de anillo en un intento de demostrar que la Tierra no giraba. En cambio, detectaron la rotación real de 15 grados por hora de la Tierra, una medida que descartaron como corrompida por el dispositivo que de alguna manera captaba la rotación del "firmamento". Otro grupo usó láseres en un intento de mostrar que un tramo de agua de varias millas es perfectamente plano al medir la distancia entre el nivel del agua y el rayo láser a lo largo de tres postes verticales. No pudieron alinear el rayo como esperaban porque la superficie del agua tranquila estaba de hecho doblada varios pies sobre la distancia medida; el experimento fue descartado como no concluyente.
Behind the Curve ilustró cómo los creyentes de la Tierra plana se basan en afirmaciones poco verificadas. Mark Sargent afirmó haber vistitado el sitio flightaware.com durante mucho tiempo para verificar si algún vuelo viajaba entre continentes en el hemisferio sur, que en su modelo de disco estaría mucho más alejado que en el mundo. Afirmó no ver tales vuelos y tomó esto como evidencia para el modelo del disco. La astrofísica de Caltech Hannalore Gerling-Dunsmore fue al sitio e inmediatamente encontró vuelos que contradecían las afirmaciones de Sargent.
El eclipse solar del 21 de agosto de 2017 dio lugar a numerosos videos de YouTube que pretenden mostrar cómo los detalles del eclipse prueban que la Tierra es plana. En 2017, "el mundo científico y educativo tunecino y árabe" tuvo un escándalo cuando un estudiante de doctorado presentó una tesis "declarando que la Tierra es plana, inmóvil, joven (solo 13.500 años) y el centro del universo".
En 2018, el astrónomo Yaël Nazé analizó la controversia sobre una disertación Ph.D. propuesta por un estudiante de la Universidad de Sfax en Túnez, que defendía una Tierra plana, así como un modelo geocéntrico del sistema solar y una Tierra joven. La disertación, que no había sido aprobada por el comité que supervisa las tesis de estudios ambientales, había sido hecha pública y denunciada en 2017 por Hafedh Ateb, uno de los fundadores de la Sociedad Astronómica de Túnez, en su página de Facebook.
En marzo de 2019, la personalidad de las redes sociales Logan Paul lanzó un documental satírico sobre la Tierra plana llamado FLAT EARTH: To The Edge And Back.
Flat Earth Society tiene una cuenta de Twitter, @FlatEarthOrg. Esta cuenta comparte información sobre su grupo y promueve ideologías de Tierra plana.

### Mike Hughes
Mike Hughes, un temerario y teórico de la conspiración de la Tierra plana, usó un cohete tripulado construido en casa en un intento de ver por sí mismo si la Tierra es plana el 24 de marzo de 2018. Se estimó que su cohete hecho de chatarra costaba $ 20,000, y usando una casa móvil como plataforma de lanzamiento personalizada logró escalar 1875 pies (571,5 m) con Hughes adentro y terminó con un aterrizaje forzoso pero con paracaídas desplegados con éxito. El cohetero aficionado no resultó gravemente herido y se mantuvo firme en sus creencias sobre la Tierra plana. Afirmó que la evidencia real vendrá con "cohetes más grandes". Hughes murió en un accidente el 22 de febrero de 2020 mientras piloteaba un vuelo de su cohete a vapor en un nuevo intento de demostrar que la Tierra era plana. El accidente se produjo por un despliegue y separación anticipados del paracaídas de retorno del vehículo. El cohete impactó después de caer desde una altura de varios cientos de pies. Hughes murió instantáneamente.
Después de la muerte de Hughes, su representante de relaciones públicas, Darren Shuster, declaró que Hughes "no creía en la Tierra plana" y que era "un truco de relaciones públicas" para conseguir publicidad, mientras que Michael Linn, que trabajó en la El documental Rocketman: Mad Mike's Mission to Prove the Flat-Earth, dijo que la creencia de Hughes parecía genuina.

### Consecuencias sociales y respuestas
Los cineastas de Behind the Curve hablaron con varias personas que dijeron que, como resultado de sus creencias sobre la Tierra plana, habían perdido parejas románticas y ya no hablaban con muchos amigos y familiares. Uno dijo que estaba cansado de que le dijeran que era un idiota. El grupo de Facebook Flat Earth Match es un sitio de citas utilizado por algunos para encontrar parejas románticas que compartan estas creencias. Los expertos señalaron que después de que se pierden los lazos sociales con personas fuera de la comunidad de la Tierra plana, una consecuencia de abandonar la creencia de la Tierra plana sería la pérdida de todas las relaciones restantes.
El físico de Caltech, Spiros Michaelakis, opinó que en lugar de despreciar a los terraplanistas, los científicos deberían hacer un mejor trabajo al enseñar hechos científicos. Varios expertos científicos y médicos en el documental apoyaron mejorar la alfabetización científica y evitar la marginación de los terraplanistas. Señalaron que las personas que desconfían de toda la ciencia, incluidas las verdades sobre las vacunas, la evolución y el cambio climático, tomarían decisiones mal informadas, y que las personas que no ejercen la habilidad del pensamiento crítico pueden ser fácilmente manipuladas. También señalaron que algunos creyentes estaban motivados para difundir ideas falsas, y que debido a que no están limitados por los hechos, pueden mutar y volverse menos inofensivos que una mera creencia sobre la forma de la Tierra.

## Lectura adicional